# لويس كوزما
لويس كوزما (مواليد 1 مارس 1938) هو سبّاح بلجيكي، مثّل بلاده في الألعاب الأولمبية الصيفية 1956.

## روابط خارجية
لويس كوزما على موقع الاتحاد الدولي للسباحة (الإنجليزية)
- لويس كوزما على موقع أوليمبيديا (الإنجليزية)